# Palais du Belvédère (Varsovie)
Pour les articles homonymes, voir Palais du Belvédère et Belvédère.
Le palais du Belvédère est un palais de style néoclassique, situé à Varsovie, la capitale de la Pologne, à quelques kilomètres au sud du Palais royal. Détenue par l'État polonais depuis 1989, il devient une résidence présidentielle à partir de 1994, faisant office de lieu d'accueil des chefs d'État étrangers puis, seize ans plus tard, de résidence privée du président de la République de Pologne, en lieu et place du palais Koniecpolski.

## Histoire

### Origines
L'actuel bâtiment est l'unique reste de l'ensemble des immeubles néoclassiques qui se trouvaient sur le site depuis 1660. Propriété du dernier monarque de la Pologne, Stanislas II, celui-ci en fit une résidence d'été, avant d'en faire le siège d'une manufacture de porcelaine. À partir de 1818, le grand duc Constantin Pavlovitch de Russie y vécut, puis le fuit lors de l'Insurrection de novembre 1830.

### Durant les deux guerres mondiales
Après la déclaration de l'indépendance de la Pologne, au lendemain de la Première Guerre mondiale, il devint, entre 1922 et 1926, la résidence officielle du maréchal Józef Piłsudski, chef de l'État puis ministre des Affaires étrangères du pays. Il y mourut d'un cancer, en 1935.
Au cours de la Seconde Guerre mondiale, le bâtiment fut largement restauré pour Ludwig Fischer, le  Gouverneur du district de Varsovie, au sein du Gouvernement Général. Le Belvédère est l'une des rares structures originales de Varsovie ayant été épargnée par la dévastation de la capitale.

### De l'ère communiste à nos jours
De 1945 à 1952, il servit de résidence officielle à Bolesław Bierut, président de la République puis président du Conseil d'État. Entre 1989 et juillet 1994, il fit office de résidence officielle du président de la République. Le président Lech Wałęsa fera d'ailleurs du Belvédère sa résidence officielle et son bureau présidentiel. Jugé trop petit pour accueillir les services de la présidence de la République, les autorités politiques et institutionnelles le réservent à l'accueil des chefs d'État étrangers en visite en Pologne.
Utilisé de manière générale à des fins cérémonielles, le palais du Belvédère ne nécessitait point de sécurité permanente. Or, en 2010, Bronisław Komorowski, le nouveau président de la République par intérim, s'y installe à titre provisoire dans le cadre de ses fonctions, préférant faire du palais présidentiel un lieu de travail. Peu après son élection à la présidence, il continua à résider de façon permanente au Belvédère, laissant au palais présidentiel le statut de lieu de travail. 